# Para One

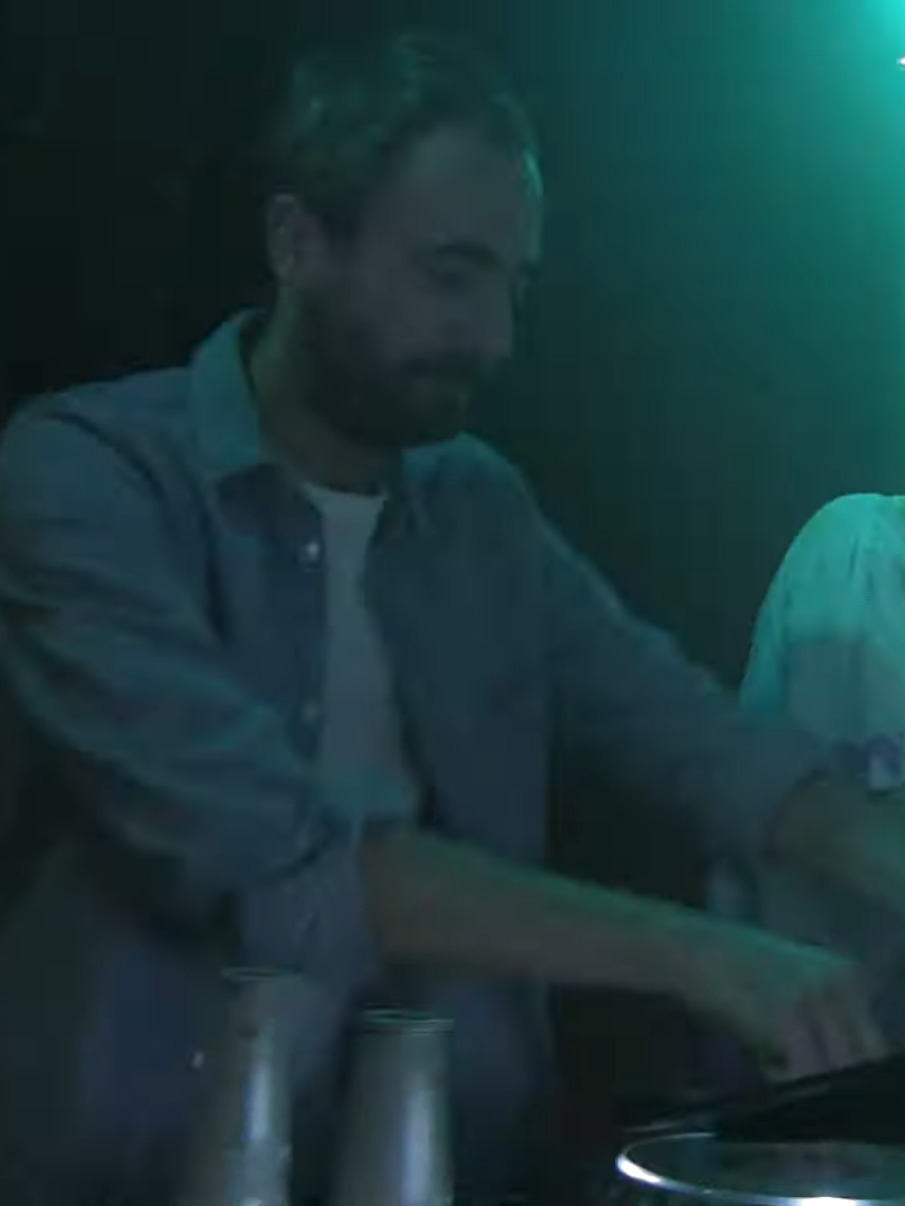
Para One (2016)

Para One (* 2. April 1979 in Orléans als Jean-Baptiste de Laubier) ist ein französischer Musikproduzent und Techno-DJ. 
Bekannt wurde Para One durch seinen 2007 erschienenen Remix des Songs The Prime Time of Your Life des französischen House-Duos Daft Punk und als Produzent der Rap-Gruppe TTC. Sein größter kommerzieller Erfolg ist der Remix des #1-Hits Grateful Days der japanischen Pop-Sängerin Ayumi Hamasaki, der auf ihrem Album Ayu-mi-x 6 -GOLD- veröffentlicht wurde.
Daneben betätigt er sich unter seinem Geburtsnamen seit Mitte der 2000er-Jahre auch als Filmkomponist. Er schrieb unter anderem Filmmusik für bislang alle Filme der Regisseurin Céline Sciamma (Stand: September 2021).

## Diskografie (Auszug)
EPs & Singles
- 2003: Beat Down EP (Institubes)
- 2005: Clubhoppn EP (Institubes)
- 2005: Emofuck / Def Tea Machine (Arcade Mode)
- 2006: Dudun-Dun (Institubes)
- 2006: Dudun-Dun (Remixes) (Institubes)
- 2006: Dudun-Dun (Institubes)
- 2007: Midnight Swim (Institubes)

Alben
- 2006: Epiphanie (Institubes)
- 2007: Naissance Des Pieuvres (Institubes)
- 2012: Passion
- 2014: Club

## Filmografie
- 2004: Les premières communions (Kurzfilm, Regie)
- 2006: Cache ta joie (Kurzfilm, Regie)
- 2006: Lady Chatterley (Darsteller; Regie: Pascale Ferran)
- 2007: Water Lilies (Naissance des pieuvres) (Filmmusik, Regie: Céline Sciamma)
- 2011: Tomboy (Filmmusik, Regie: Céline Sciamma)
- 2014: Mädchenbande (Bande de filles) (Filmmusik, Regie: Céline Sciamma)
- 2019: Porträt einer jungen Frau in Flammen (Portrait de la jeune fille en feu, Filmmusik, Regie: Céline Sciamma)
- 2021: Petite Maman – Als wir Kinder waren (Petite maman, Filmmusik, Regie: Céline Sciamma)
- 2021: Spectre: Sanity, Madness & the Family (Dokumentarfilm, Regie)
- 2024: Niki de Saint Phalle (Niki, Filmmusik, Regie: Céline Sallette)